# 7704 Деллен
7704 Деллен (7704 Dellen) — астероїд головного поясу, відкритий 1 березня 1992 року.
Тіссеранів параметр щодо Юпітера — 3,376.